# Девресе, Фредерик
Фредерик Девресе (нидерл. Frédéric Devreese; 2 июня 1929, Амстердам, Нидерланды — 28 сентября 2020, Брюссель) — бельгийский композитор и дирижёр голландского происхождения.

## Биография
Был учеником Марселя Пота и Рене Дефоссе в Брюсселе. Также обучался у Ильдебрандо Пиццетти в Национальной академии Св. Цецилии в Риме с 1952 по 1955 год и у Ханса Сваровски в Венском университете музыки и исполнительского искусства с 1955 по 1956 год.
Автор симфонической музыки и музыки к французским, бельгийским, швейцарским, немецким и голландским кинофильмам. В написании музыки отдавал предпочтение оркестровым, камерным и фортепьянным сочинениям. Работал преимущественно в авангардном направлении. В 1996—1997 годах был номинирован на пост Культурного посла Фландрии. Представитель Новой консонантной музыки.
Девресе был женат на журналистке и телепродюсере Анни Деклерк (нидерл. Annie Declerck, род. 1934). Он умер от рака.